# Ludlow, Kentucky
Ludlow är en stad (city) i Kenton County i delstaten Kentucky, USA. 2010 hade staden 4 407 invånare.